# Крижанац, Ивица
И́вица Кри́жанац (хорв. Ivica Križanac; 13 апреля 1979, Сплит) — хорватский футболист, защитник. Выступал за сборную Хорватии.

## Биография
Выступал за команды: «Шибеник» (Шибеник, Хорватия), «Славен Белупо» (Копривница, Хорватия), «Вартекс» (Вараждин, Хорватия), «Яблонец 97» (Яблонец, Чехия). Два года провёл в «Спарте» (Прага) под руководством Ивана Гашека и Ярослава Гржебика, пробиться в основной состав не смог, играл за резервный состав. Перешёл в «Гурник» (Забже, Польша), через полгода получил приглашение в «Дискоболию» (Гродзинск, Польша).
В составе «Дискоболии» являлся капитаном и участвовал в розыгрыше Кубка УЕФА 2003/04, где его команде удалось пройти «Атлантас», «Герту» и «Манчестер Сити». Забил гол литовскому «Атлантасу».
За шесть лет выступлений в «Зените» защитник провел 147 матчей, стал двукратным чемпионом России, обладателем Кубка и Суперкубка УЕФА. В начале 2011 года Крижанац объявил, что возвращается на родину, а «Зенит» станет его последней зарубежной командой.
25 января 2011 года подписал полуторагодичный контракт с клубом «Сплит». В мае » продлил соглашение до конца сезона. Из-за травмы пропустил старт первенства, сыграв до перерыва всего четыре матча.

## Достижения
«Спарта»
- Чемпион Чехии: 2000/01

«Дискоболия»
- Серебряный призёр чемпионата Польши: 2003/04

«Зенит»
- Чемпион России: 2007, 2010
- Обладатель Суперкубка России: 2008
- Обладатель Кубка УЕФА: 2007/08
- Обладатель Суперкубка УЕФА 2008
- Обладатель Кубка России: 2009/10
- Бронзовый призёр чемпионата России: 2009;

«Сплит»
- Бронзовый призёр чемпионата Хорватии: 2010/11

## Семейное положение
Женат, воспитывает двух дочерей.

## Статистика выступлений

### Клубная статистика
| Выступление      | Выступление      | Выступление      | Лига | Лига | Кубок страны | Кубок страны | Еврокубки | Еврокубки | Прочие | Прочие | Итого | Итого |
| Клуб             | Лига             | Сезон            | Игры | Голы | Игры         | Голы         | Игры      | Голы      | Игры   | Голы   | Игры  | Голы  |
| ---------------- | ---------------- | ---------------- | ---- | ---- | ------------ | ------------ | --------- | --------- | ------ | ------ | ----- | ----- |
| Зенит            | Премьер-лига     | 2005             | 12   | 2    | 2            | 0            | 2         | 0         | —      | —      | 16    | 2     |
| Зенит            | Премьер-лига     | 2006             | 16   | 0    | 3            | 0            | 6         | 0         | —      | —      | 25    | 0     |
| Зенит            | Премьер-лига     | 2007             | 15   | 0    | 5            | 0            | 0         | 0         | —      | —      | 20    | 0     |
| Зенит            | Премьер-лига     | 2008             | 25   | 1    | 0            | 0            | 14        | 0         | 2      | 0      | 41    | 1     |
| Зенит            | Премьер-лига     | 2009             | 18   | 2    | 2            | 1            | 5         | 0         | —      | —      | 25    | 3     |
| Зенит            | Премьер-лига     | 2010             | 14   | 1    | 1            | 0            | 5         | 0         | —      | —      | 20    | 1     |
| Зенит            | Итого            | Итого            | 100  | 6    | 13           | 1            | 32        | 0         | 2      | 0      | 147   | 7     |
| Всего за карьеру | Всего за карьеру | Всего за карьеру | 100  | 6    | 13           | 1            | 32        | 0         | 2      | 0      | 147   | 7     |

### Матчи за сборную
| №  | Дата            | Оппонент    | Счёт | Голы Крижанаца | Соревнование             |
| 1  | 20 августа 2008 | Словения    | 3:2  | −              | Товарищеский матч        |
| 2  | 11 октября 2008 | Украина     | 0:0  | −              | Отборочные матчи ЧМ-2010 |
| 3  | 15 октября 2008 | Андорра     | 4:0  | 1              | Отборочные матчи ЧМ-2010 |
| 4  | 11 февраля 2009 | Румыния     | 2:1  | −              | Товарищеский матч        |
| 5  | 1 апреля 2009   | Андорра     | 2:0  | -              | Отборочные матчи ЧМ-2010 |
| 6  | 12 августа 2009 | Беларусь    | 3:1  | −              | Отборочные матчи ЧМ-2010 |
| 7  | 5 сентября 2009 | Беларусь    | 1:0  | −              | Отборочные матчи ЧМ-2010 |
| 8  | 9 сентября 2009 | Англия      | 1:5  | −              | Отборочные матчи ЧМ-2010 |
| 9  | 8 октября 2009  | Катар       | 3:2  | −              | Товарищеский матч        |
| 10 | 14 ноября 2009  | Лихтенштейн | 5:0  | −              | Товарищеский матч        |
| 11 | 3 марта 2010    | Бельгия     | 1:0  | −              | Товарищеский матч        |

Итого: 11 матчей / 1 гол; 9 побед, 1 ничья, 1 поражение.